# Nikolaus Frank
Nikolaus Per Johann Frank, född 1964, är en svensk industridesigner MFA, utbildad på Konstfack, linjen för industridesign 1983-87. Han driver tillsammans med sin hustru Cecilia Frank designföretaget Frank Etc. AB i Stockholm, med fokus på konsumentprodukter och konceptdesign baserad på framtida teknologi. 
Nikolaus Frank har arbetat tillsammans med designgrupper och uppdragsgivare i Europa, Nordamerika och Asien. Tidigare har han undervisat på Konstfack och haft managementuppdrag inom telekommunikation. Han har fått en mängd utmärkelser, bl.a. ett flertal Good Design Awards, flera Utmärkt Svensk Form-utmärkelser, de internationella prisen IDEA Industrial Design Excellence Award och iF Award for Good Industrial Design. Han har även vunnit priser i ett flertal internationella designtävlingar, bl.a. LG Electronics International Design Competition, Design The Future International Competition och Yamaha Audio System International Design Competition. 
Nikolaus Frank var tidigare ledamot av styrelsen för Svensk Form.